# Marie Pavlenko
Marie Pavlenko (Lille, Francia, 1974) es una escritora, poeta y guionista de cómic. Ha recibido numerosas distinciones, como el Prix Utopiales jeunesse 2020, el Grand prix de la SGDL du roman jeunesse 2020, el Prix Saint-Exúpery 2020 y el Prix Babelio Jeune Adulte 2019. Escribe exclusivamente en francés y sus obras abarcan la literatura adulta, la literatura infantil y juvenil, la fantasía y la poesía. Sus principales obras son Rita, El le désert disparaîtra, Un si petit oiseau, Je suis ton soleil, La main rivière, Traverser les montagnes et venir naître ici.

## Biografía
Obtuvo un máster en literatura moderna en la Universidad Sorbonne-Nouvelle y continuó sus estudios en la Escuela de Periodismo de Lille. Se mudó a París después de vivir durante un año en Jordania. Ha trabajado como periodista durante 15 años. En 2009 comenzó a escribir libros de fantasía, un género literario al que ha tenido cariño desde los diez años. En 2011 publicó el Livre de Saskia, una trilogía dirigida a adolescentes. La novela La Fille-sortilège se publicó en 2013.
En 2019 publicó Un si petit oiseau, la historia de Abigail, futura veterinaria a la que, tras un accidente, le amputan el brazo y debe recomponer su vida. Ese mismo año recibe el premio Babelio Young Adult y el premio 15/17 de la Feria del Libro de Brive.
Con la novela Et le désert disparaîtra (2020) y su cuento publicado en la colección Elle est le vent furieux (2021), Marie Pavlenko vuelve al tema de la naturaleza que aparece en muchas de sus obras.
En su novela publicada en 2024, Traverser les montagnes, et venir naître ici, la naturaleza, y más precisamente la montaña (el Mercantour), también está muy presente, al igual que en el poemario publicado el mismo año: La main rivière.

## Publicaciones

### Literatura juvenil
1. Je suis ton soleil, Flammarion Jeunesse, 2017, 466 p. (ISBN 978-2-08-139662-3)
2. Un si petit oiseau, Flammarion Jeunesse, 2019, 400 p. (ISBN 9782081396623)
3. La Fille-sortilère, Le Pré aux Clercs, coll «Pandore», 2013, 431 p. (ISBN 978-2-84228-500-5) Prix Elbakin 2013 a la mejor novela de fantasía joven francesa.
4. Et le désert disparaîtra, Flammarion Jeunesse, 2020, 240 p. (ISBN 978-2-08-149561-6)
5. Elle est le vent furieux, Flammarion Jeunesse, 2021, 308 p. Co-autora con Sophie Adriansen, Marie Alhinho, Coline Pierrè, Cindy Van Wilder, Flore Vesco. (ISBN 978-2-08-023394-3)
6. Un été avec Albert, Flammarion Jeunesse, 2021, 211 p. (ISBN 978-2-08-023418-6)
7. Rita, Flammarion Jeunesse, 2023, 400 p. (ISBN 978-2-08-043013-7)

#### Zombis zarbis
1. Panique au cimetère !, Flammarion jeunesse, co-autora Carole Trébor, ilustrador Marc Lizano, 2018, 210 p. ( ISBN <span class="nowrap">9782081431157</span> )
2. Rien ne va plus !, Flammarion jeunesse, co-autora Carole Trébor, ilustrador Marc Lizano, 2018, 232 p. ( ISBN <span class="nowrap">9782081431140</span> )
3. Un pour tous, tous pour eux !, Flammarion jeunesse, co-autora Carole Trébor, ilustrador Marc Lizano, 2019, 240 p. ( ISBN <span class="nowrap">9782081449404</span> )

#### Marjane
1. La Crypte, Pocket Jeunesse, 2015, 381 p. (ISBN 978-2-266-25131-0)
2. Le Serment, Pocket Jeunesse, 2016 (ISBN 978-2-266-26752-6)

#### Le Livre de Saskia
1. Le Réveil, Scrineo jeunesse, 2011, 375 p. (ISBN 978-2-919755-03-5) Prix Oriande 2012 L’Épreuve, Scrineo jeunesse, 2012, 405 p. (ISBN 978-2-919755-11-0)
2. Enkidare, Scrineo jeunesse, 2013, 485 p. (ISBN 978-2-36740-076-1)

#### We are family
1. Ils étaient deux petits hommes, Delcourt, 2013, 47 p. (ISBN 978-2-7560-3358-7). Dibujo y coloreado por Teresa Valero. Prix première bulle du Festival Angers-BD

### Adulto

#### Cómic
- Les Envahissants, Le Livre de poche, colección «Vie pratique», 2011, 192 p. (ISBN 978-2-253-13180-9). Ilustraciones de Marie Voyelle.

#### Novelas
- La Mort est une femme comme les autres, Pygmalion, 2015, 192 p. (ISBN 978-2-7564-1776-9)
- Bientôt minuit, Flammarion, 2021, 288 p. (ISBN 978-2-08-020855-2)
- Traverser les montagnes, et venir naître ici, Les Escales, 2024, 352 p. (ISBN 978-2-3656-9807-8)

#### Poesía
- La main rivière, Éditions Bruno Doucey, 2024, 220 p. (ISBN 978-2-36229-461-7)

## Premios y distinciones
- Prix Oriande du Meilleur roman de féérie 2012, por Saskia.[9]
- Prix Première Bulle 2013 en el festival Angers BD.[10]
- Prix Tatoulu 2018 por Je suis ton soleil.
- Prix A-Fictionados 2018 por Je suis ton soleil.[11]
- Prix Babelio Jeune adulte 2019 y prix 15/17 en la Feria del Libro de Brive por Un si petit oiseau.[12]
- Grand Premio SGDL du roman jeunesse 2020 por Et le désert disparaîtra.[13]
- Prix Libbylit 2020 otorgado por IBBY, categoría Novela para adultos jóvenes, para Et le désert disparaîtra.
- Prix Saint-Exupéry 2020, categoría Novela, por Et le désert disparaîtra.